# Daniel Fawcett Tiemann
Daniel Fawcett Tiemann (9 gennaio 1805 – 29 giugno 1899) è stato un politico statunitense, 74° sindaco di New York.